# Rzeczyca Sucha
Rzeczyca Sucha est une localité polonaise de la gmina de Dwikozy, située dans le powiat de Sandomierz en voïvodie de Sainte-Croix.